# Brugneto di San Marino
Il brugneto è un vino la cui produzione è consentita nella repubblica di San Marino. È prodotto con uve sangiovese al minimo dell'85%.

## Caratteristiche organolettiche
- colore: rubino molto forte con sfumature violacee
- odore: fine e variegato con odore di frutta rossa
- sapore: asciutto, corposo e armonico

## Abbinamenti consigliati
Piatti di selvaggina e di carni rosse molto impegnativi e formaggi stagionati.